# Глен или Гленда
«Глен или Гленда» (англ. Glen or Glenda) — американский художественный фильм 1953 года. Дебютная работа режиссёра Эдварда Вуда-мл., в которой он выступил в качестве режиссёра, сценариста, продюсера и исполнителя главной роли.

## Сюжет
После самоубийства трансвестита полиция ведёт расследование. Инспектор мало что знает о трансвестизме и обращается за помощью к психиатру.
Психиатр рассказывает инспектору полиции две истории из жизни транссексуалов и трансвеститов: про то, как некто Алан сделал операцию и стал Анной, и о том, как Глен (Эдвард Вуд) боится рассказать своей девушке Барбаре о том, что он любит носить платья и шастать по ночам в образе Гленды. В это время некий учёный предупреждает зрителей «Берегись зелёного дракона, друг мой!».

## В ролях
- Эд Вуд — Глен
- Лайл Тэлбот — инспектор Уоррен
- Долорес Фуллер — Барбара
- Бела Лугоши — учёный
- Конрад Брукс
- Пол Марко

## Влияние
О съёмках фильма повествует фильм Тима Бёртона «Эд Вуд» (1994).
В фильме «Потомство Чаки» (2004) есть персонаж по имени Глен/Гленда